# (After sweet memories) Play born to lose again
(After sweet memories) Play born to lose again is een lied dat werd geschreven door Kent Robbins. Het verscheen in 1975 als Play born to lose again op de B-kant van de single Daydreams about night things van de Amerikaanse countryzanger Ronnie Milsap.
In 1976 werd het met de titel After sweet memories op een single uitgebracht door de Nederlandse zanger Jack Jersey. Hij had er een hit mee in Nederland en België. Een jaar later verscheen er nog een single van de Texaanse zangeres Dottsy. Zij behaalde er een nummer 10-notering mee in de Hot Country Songs van Billboard. Op albums verschenen bijvoorbeeld versies van Freddy Weller (One man show, 1977), Frank Ifield (Portrait of Frank Ifield, 1981) en Jimmy Little (At last, 2013).
Het lied gaat over een man in een bar die om half twee nog een laatste verzoekplaat aanvraagt. Hij komt er elke avond en is verstrikt in zijn herinneringen.

## Jack Jersey
Jack Jersey bracht het nummer in 1976 als After sweet memories uit op een single en op zijn album Jack Jersey sings country. De single bereikte de hitlijsten in Nederland en België.
Nederland
| After sweet memories in de Nederlandse Top 40 van 17-7-1976 t/m 28-8-1976 | After sweet memories in de Nederlandse Top 40 van 17-7-1976 t/m 28-8-1976 | After sweet memories in de Nederlandse Top 40 van 17-7-1976 t/m 28-8-1976 | After sweet memories in de Nederlandse Top 40 van 17-7-1976 t/m 28-8-1976 | After sweet memories in de Nederlandse Top 40 van 17-7-1976 t/m 28-8-1976 | After sweet memories in de Nederlandse Top 40 van 17-7-1976 t/m 28-8-1976 | After sweet memories in de Nederlandse Top 40 van 17-7-1976 t/m 28-8-1976 | After sweet memories in de Nederlandse Top 40 van 17-7-1976 t/m 28-8-1976 | After sweet memories in de Nederlandse Top 40 van 17-7-1976 t/m 28-8-1976 |
| Week                                                                      | 1                                                                         | 2                                                                         | 3                                                                         | 4                                                                         | 5                                                                         | 6                                                                         | 7                                                                         |                                                                           |
| ------------------------------------------------------------------------- | ------------------------------------------------------------------------- | ------------------------------------------------------------------------- | ------------------------------------------------------------------------- | ------------------------------------------------------------------------- | ------------------------------------------------------------------------- | ------------------------------------------------------------------------- | ------------------------------------------------------------------------- | ------------------------------------------------------------------------- |
| Positie                                                                   | 35                                                                        | 25                                                                        | 20                                                                        | 17                                                                        | 29                                                                        | 35                                                                        | 40                                                                        | uit                                                                       |

| Positie | 22 | 16 | 16 | 18 | uit |

Vlaanderen
In de Top 30 van de BRT stond de single 3 weken genoteerd en bereikte het nummer 16 als hoogste notering. In de Ultratop 30 kende het de volgende noteringen:
| After sweet memories in de Vlaamse Ultratop 30 van 24-7-1976 t/m 7-8-1976 | After sweet memories in de Vlaamse Ultratop 30 van 24-7-1976 t/m 7-8-1976 | After sweet memories in de Vlaamse Ultratop 30 van 24-7-1976 t/m 7-8-1976 | After sweet memories in de Vlaamse Ultratop 30 van 24-7-1976 t/m 7-8-1976 | After sweet memories in de Vlaamse Ultratop 30 van 24-7-1976 t/m 7-8-1976 |
| Week                                                                      | 1                                                                         | 2                                                                         | 3                                                                         |                                                                           |
| ------------------------------------------------------------------------- | ------------------------------------------------------------------------- | ------------------------------------------------------------------------- | ------------------------------------------------------------------------- | ------------------------------------------------------------------------- |
| Positie                                                                   | 25                                                                        | 24                                                                        | 30                                                                        | uit                                                                       |